# Bryum pseudocapillare
Bryum pseudocapillare är en bladmossart som beskrevs av Bescherelle 1876. Bryum pseudocapillare ingår i släktet bryummossor, och familjen Bryaceae. Inga underarter finns listade i Catalogue of Life.